# Чино (Калифорния)
Чи́но (англ. Chino) — город в округе Сан-Бернардино, штата Калифорния, США.

## География
Расположен на крайнем юго-западе округа, в 53 км от города Сан-Бернардино, 56 км от Лос-Анджелеса и 42 км от Риверсайда. По данным Бюро переписи населения США площадь города составляет 76,799 км², из них 76,766 км² — суша и 0,033 км² — открытые водные поверхности.

## Население
Население по данным переписи 2010 года составляет 77 983 человека. Плотность населения — 1015 чел/км². Расовый состав: белые (56,4 %), афроамериканцы (6,2 %), коренные американцы (1,0 %), азиаты (10,5 %), океанийцы (0,2 %), представители других рас (21,2 %) и представители двух и более рас (4,6 %). Доля латиноамериканцев всех рас составляет 53,8 %.
Из 20 772 домашних хозяйств в 48 % — воспитывали детей в возрасте до 18 лет, 59,8 % представляли собой совместно проживающие супружеские пары, в 14,6 % хозяйств женщины проживали без мужей, в 7,1 % — мужчины проживали без женщин. 13,5 % домохозяйств состояли из одного человека, при этом 4,9 % составили одинокие пожилые люди в возрасте 65 лет и старше. В среднем домашнее хозяйство ведут 3,41 человек, а средний размер семьи — 3,72 человек.
Доля лиц в возрасте менее 18 лет — 25,3 %; доля лиц в возрасте старше 65 лет — 7,3 %. Средний возраст населения — 33,2 года. На каждые 100 женщин в среднем приходится 105,7 мужчин. На каждые 100 женщин в возрасте старше 18 лет приходится 105,2 мужчин.
Динамика численности населения города по годам:
| 1950 | 1960   | 1970   | 1980   | 1990   | 2000   | 2010   |
| ---- | ------ | ------ | ------ | ------ | ------ | ------ |
| 5784 | 10 305 | 20 411 | 40 165 | 59 682 | 67 168 | 77 983 |

## Транспорт
Примерно в 5 км к юго-востоку от города расположен аэропорт Чино.